# Râul Groapa, Pleșcoaia
Râul Groapa este un curs de apă, afluent al râului Pleșcoaia. 

## Hărți
- Harta Munților Parâng [nefuncțională – arhivă]